# Burham (Ramallah)
Burham (arabisch برهام, DMG Burhām) ist ein palästinensisches Dorf im Gouvernement Ramallah und al-Bireh, in den von Israel besetzten Palästinensischen Autonomiegebieten zwölf Kilometer nördlich von Ramallah.

## Geographie
Die größte Stadt in der Nähe ist das südöstlich gelegene Bir Zait. Die durchschnittliche Höhe Burhams liegt 680 Meter über dem Meeresspiegel. Nur kleine Straßen verbinden den Ort mit dem westlich gelegenen Kubar (كوبر‎) und dem nordwestlich gelegenen Jibiya (جيبيا‎).
Ein bedeutender Betrieb im Ort ist die Mühle (Golden Wheat Mills).

## Geschichte
Das Dorf wurde während der byzantinischen Herrschaft über Palästina gegründet.

## Sehenswürdigkeiten
- Zmairo Garden
- Burham Gardens